# Apertochrysa physophlebia
Apertochrysa physophlebia is een insect uit de familie van de gaasvliegen (Chrysopidae), die tot de orde netvleugeligen (Neuroptera) behoort. 
Apertochrysa physophlebia is voor het eerst wetenschappelijk beschreven door Navás in 1914.